# Дигитално аудио емитовање
Дигитално аудио емитовање (енгл. Digital Audio Broadcasting, DAB) је дигитални радио стандард за емитовање дигиталниг аудио радио сервиса у многим земљама широм света, дефинисан, подржан и промовисан од стране организације WorldDAB. Стандард је доминантан у Европи, користи се у Аустралији, деловима Африке и Азије. Према подацима за 2022 55 земаља има DAB емитере.
DAB је резултат европског развојног пројекта и презентован је 1995, док су се први DAB радио пријемници појавили почетком миленијума. Било је очекивано да ће многе земље релативно брзо пребацити своје FM емитере на DAB али то се није десило. Тренутно (2023) Норвешка је једина земља која је употпуности прешла на DAB емитовање и искључила FM радио емитовање, очекује се да у годинама које следе ће бити још земаља. Такође је уведена обавеза да сва нова возила која се продају у ЕУ од 2021 морају имати DAB пријемник.
Права верзија DAB стандарда је користила MP2 аудио кодек; унапређена верзија названа DAB+ користи HE-AAC v2 аудио кодек и робустнија је и ефикаснија је у односу на пређашњу верзију. DAB пријемници не могу примати DAB+ сигнал.
За разлику од дигиталног видео емитовања, дигитално аудио емитовање може паралелно да ради са аналогним FM емитовањем у пуном капацитету без икаквих проблема за оба начина емитовања.